# طارق الجمال
طارق الجمال (وُلد بالقاهرة في 29 يناير 1962) هو جراح وأستاذ جراحة عظام مصري تخصص في الجراحات الميكروسكوبية وأنشأ وحدة الجراحات الميكروسكوبية التابعة لجامعة أسيوط في ديسمبر 1995. شغل منصب رئيس جامعة أسيوط في الفترة من أغسطس 2018 إلى يوليو 2022. هاجر إلى الولايات المتحدة الأمريكية ويعمل الآن أستاذًا إكلينيكيًا لجراحة اليد والطرف العلوي بجامعة فلوريدا منذ أغسطس 2024.

## التدرج العلمي

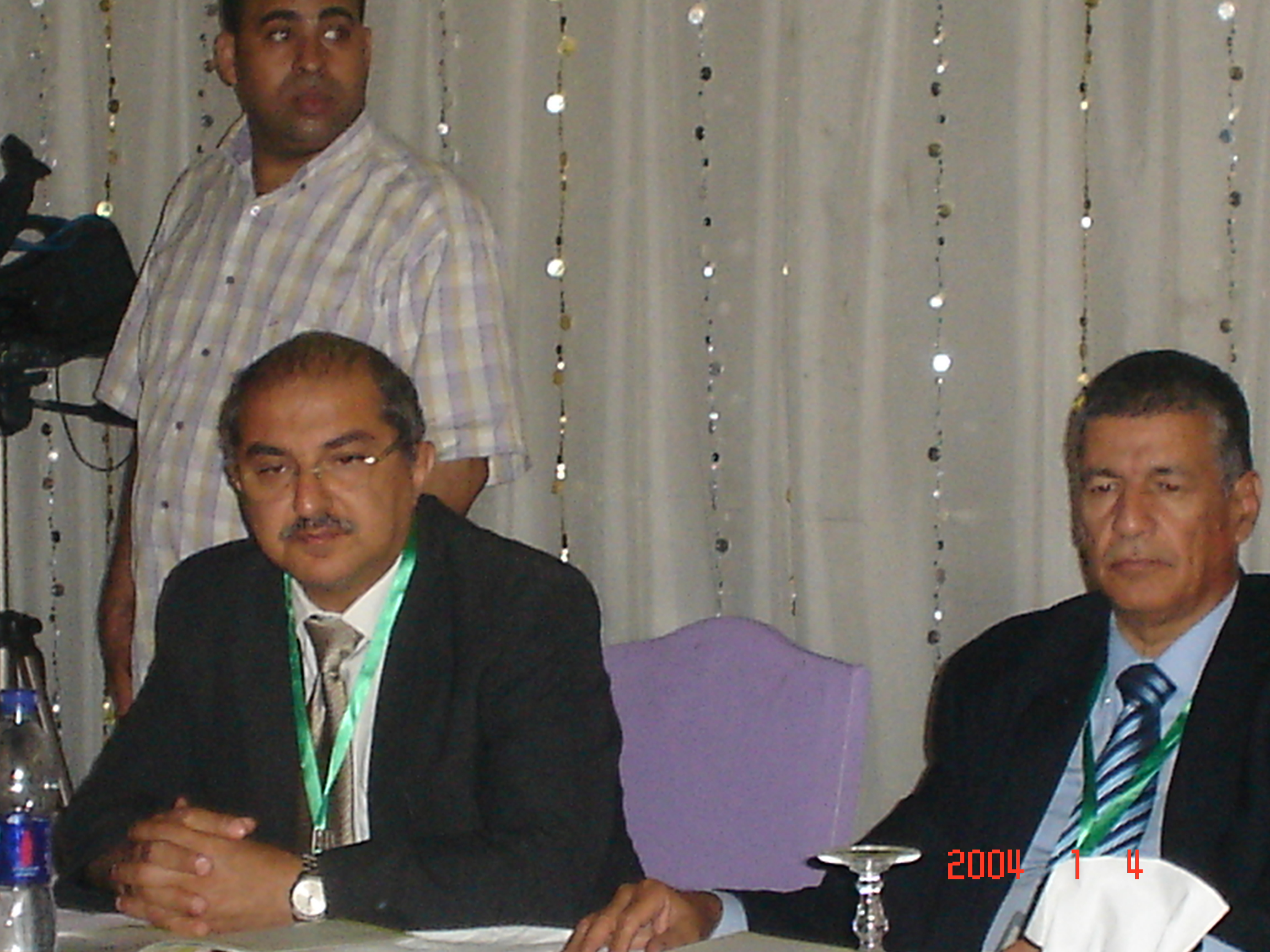
البروفيسور طارق الجمال (إلى اليسار) والبروفيسور علي زين العابدين يرأسان جلسة بأحد المؤتمرات بمدينة المنيا سنة 2012.

تخرج طارق عبد الله مرسي الجمال في كلية طب جامعة أسيوط في سبتمبر 1984، وعمل طبيبًا مقيمًا بقسم جراحة العظام بها في الفترة من مارس 1986 إلى فبراير 1989، وحصل أثناء ذلك على درجة الماجستير في جراحة العظام في أكتوبر 1988، قبل أن يُعين معيدًا بقسم جراحة العظام بالكلية سنة 1989 ثم يرقي إلى درجة مدرس مساعد في العام نفسه. وفي مايو 1993 حصل على درجة الدكتوراه في جراحة العظام، ليحصل في العام ذاته على درجة مدرس، ثم أستاذ مساعد سنة 1998 ثم حصل على درجة الأستاذية سنة 2003.
بعد حصول الجمال على درجة الدكتوراه، تلقى تدريبه على الجراحات الميكروسكوبية في مستشفى تشانغ غونغ التذكاري (بالإنجليزية: Chang Gung Memorial Hospital)‏ في تايبيه بتايوان في الفترة من 1 نوفمبر 1994 إلى 30 أكتوبر 1995، وقام لدى عودته بإنشاء وحدة الجراحات الميكروسكوبية بجامعة أسيوط، التي تعد أول وحدة متخصصة في هذا النوع من الجراحات في صعيد مصر. كما كان زميلًا زائرًا بقسم الإصابات بالمعهد المركزي للإصابات والعظام بموسكو، حيث تدرب على التثبيت الخارجي بمثبت إليزاروف في شهري يوليو وأغسطس 1997.

## المناصب الأكاديمية
انخرط الجمّال في العمل الإداري بدءًا من سنة 2010، فشغل منصب وكيل كلية طب أسيوط لشؤون الدراسات العليا والبحوث في أكتوبر 2010. كما تولى رئاسة الجمعية المصرية لجراحة اليد والجراحات الميكروسكوبية. وفي فبراير 2015 اختير عميدًا لكلية طب جامعة أسيوط، خلفًا للدكتور أحمد مخلوف، بعد عدة أشهر من فراغ المنصب، ثم نائبًا لرئيس الجامعة للدراسات العليا والبحوث في أبريل 2016، وظل أثناء ذلك يمارس عمله كعميد للكلية حتى نوفمبر 2017. وفي مطلع أغسطس 2018، كُلف بالقيام بأعمال رئيس الجامعة بعد انتهاء مدة الدكتور أحمد عبده جعيص لبلوغه سن التقاعد، قبل أن يصدر قرار جمهوري بتعيينه رسميًا رئيسًا للجامعة في 19 أغسطس 2018، ليظل في منصبه حتى تقاعده في يوليو 2022.

## الجوائز
- جائزة الدكتور محمد فخري مكاوي للجراحات الخاصة (أكاديمية البحث العلمي والتكنولوجيا، 1992)[2]
- جائزة الدكتور محمد رجائي الطحلاوي لأحسن بحث في مجال جراحة الأورام (جامعة أسيوط)[2]
- جائزة الدولة التشجيعية في العلوم الطبية عام 2003.[1][2]

## وصلات خارجية
- ليلى إبراهيم شلبي: طارق عبد الله الجمال. جريدة الشروق، 3 ديسمبر 2012.
- بوابة أخبار اليوم: إعادة يد تلميذ الحضانة بعد أن بترها قطار أسيوط
- Egypt Independent: What lies beneath the galabiya: Intersex operations in Assiut